# 纸片马力欧
《纸片马力欧》（日版標題譯作“瑪利歐故事”）是一款由Intelligent Systems制作，任天堂在任天堂64发行的角色扮演类游戏。本游戏于2000年8月11日首先在日本地区发行。之后于2001年2月5日在北美地区发行，于2001年10月5日欧洲和澳洲地区发行，2004年6月由神游科技在中国大陆地区发行。纸片马里奥于2007年7月在Wii的Virtual Console发行，于2015年在Wii U的Virtual Console发行，于2021年12月10日於任天堂Switch Online + 擴充包再次发行。
《纸片马里奥》的背景设置在蘑菇王国。主角马里奥需要营救碧奇公主。此时库巴已经把碧奇公主的城堡漂浮在空中，他从星的天堂中偷走了星棒之后，成功的击败了敌人，并使自己无懈可击。
本游戏收到普遍正面的评价，GameRankings给与88%的分数，Metacritic给与93%。

## 開發
本作當初是作為1996年在超級任天堂平台遊戲《超级马力欧RPG》續作開發的，儘管任天堂計劃讓史克威爾（現史克威爾艾尼克斯）主導開發，但史克威爾正在忙於為索尼PlayStation平台開發《最終幻想VII》，加上已放棄與任天堂合作關係而拒絕建議，之後任天堂仍繼續探索马力欧系列角色扮演游戏的玩法體驗。取而代之的是先由HAL研究所負責遊戲故事設計，再由Intelligent Systems接手開發。遊戲由川出亮太擔任總監（亦是首次擔任遊戲總監）。宮本茂和三木研次擔任製作人以及作為該專案提供諮詢。武田久美子和青木香編寫了遊戲劇本。碧山直彦則是負責遊戲獨特剪纸圖形風格的藝術總監。
遊戲最初以《超级马力欧RPG2》命名計劃在64DD發佈，並在1997年的任天堂SpaceWorld展覽會上首次亮相，但由於史克威爾擁有《超級瑪利歐RPG》命名權，最終更名為《纸片马力欧》並改在任天堂64發行（日版在續作《纸片马力欧RPG》才開始更名）。